# Samuel Zook
Samuel Kosciuszko Zook, urodzony jako Samuel Kurtz Zook (ur. 27 marca 1821, zm. 3 lipca 1863) – amerykański wojskowy, generał wojsk Unii w czasie wojny secesyjnej; zginął pod Gettysburgiem.

## Życiorys
Urodził się w Tredyffrin Township, w hrabstwie Chester (Pensylwania). Jego rodzicami byli David i Eleanor Stephens Zook; przodkowie ze strony ojca byli Mennonitami. W młodym wieku przeniósł się wraz z rodziną do domu babki ze strony matki w Valley Forge, gdzie zaznajomił się z opowieściami o obozującym tam Jerzym Waszyngtonie, które rozpaliły w nim zapał wojenny. Ojciec Samuela był majorem podczas rewolucji amerykańskiej, co jeszcze bardziej podsycało wojskowe ciągoty syna.
Kiedy Samuel podrósł na tyle, by nosić muszkiet, z lubością brał udział we wszelkich działaniach lokalnej milicji. W wieku 19 lat został porucznikiem pensylwańskiej milicji oraz adiutantem 100. lub 110. Regimentu. Zook brał aktywny udział w rozwoju świeżo zadzierzgniętego przedsięwzięcia – telegrafu. Został biegłym telegrafistą i pracował z ekipami, przeciągając druty aż do Mississippi. W 1846 lub 1851 przeniósł się do Nowego Jorku i został nadzorcą Waszyngtońskiej i Nowojorskiej Kompanii Telegraficznej (Washington and New York Telegraph Company). Dokonał kilku odkryć w dziedzinie elektryczności, które przyniosły mu uznanie. W Nowym Jorku dołączył do 6. Regimentu Gwardii Gubernatorskiej (milicja), gdzie dosłużył się stopnia podpułkownika, tuż przed wybuchem wojny secesyjnej.

### Wojna secesyjna
6 Regiment Nowojorskiej Milicji wspomagał działania regularnych wojsk przez pierwsze lato wojny. Zook służył jako gubernator wojskowy Annapolis, poszukując wsparcia wpływowych politycznie ludzi, aby uzyskać dowództwo nad własnym regimentem. Po zmustrowaniu, Zook utworzył 57. Nowojorski Regiment Piechoty i został jego pułkownikiem 19 października 1861 r.
Pierwszej walki zakosztował w bitwie siedmiodniowej w 1862 r. Jego regiment został przydzielony do brygady Williama Frencha, w dywizji Edwina Summera, armii Potomaku, dowodzonej przez gen. dyw. George’a McClellana. Zook, osobiście dopełniając zwiadu przed regimentem, trafił za linie przeciwnika i odkrył, iż gen. dyw. John Magruder zaplanował wypracowany podstęp, zmuszając unionistów do uwierzenia, iż ma więcej wojsk niż w rzeczywistości. Zook poinformował o tym McClellana, jednakże ten zignorował informacje, przez co siły Unii, które mogły zostać spożytkowane gdzie indziej, pozostały uwiązane w miejscu.

#### Fredericksburg
Zook musiał udać się na urlop zdrowotny, wywołany chronicznym i przejmującym reumatyzmem, przez co ominęła go bitwa nad Antietam. Kiedy powrócił, przyznane mu został dowództwo nad brygadą Frencha (3. Brygada, 1. Dywizji, II Korpusu Unii), pod dywizyjnym przewodnictwem gen. dyw. Winfielda Scotta Hancocka. Brygada trafiła do Fredericksburga jako jedna z pierwszych – Zook chciał jak najprędzej przekroczyć Rappahannock River, zanim głównodowodzący Konfederacji Robert E. Lee zdoła wzmocnić swoje pozycje w mieście i na otaczających go wzgórzach. Jednakże dowódca armii Potomaku, gen. dyw. Ambrose Burnside wstrzymał go, chcąc poczekać na przybycie całej armii i budowę mostu pontonowego. Zook napisał 10 grudnia „Gdybyśmy mieli te obiecane pontony, kiedyśmy tu przybyli, moglibyśmy zdobyć wzgórza po drugiej stronie kosztem najwyżej 50 ludzi – teraz będzie to nas kosztować przynajmniej 10 000, jeśli nie więcej.” Czekając na przybycie pontonów, Zook działał jako gubernator wojskowy Falmouth.
Kiedy 13 grudnia rozpoczęła się bitwa pod Fredericksburgiem, dywizja Frencha była jedną z pierwszych, które zaatakowały Marye’s Heights. Odparta, z ciężkimi stratami, została zmuszona do odwrotu – na jej miejsce ruszyła dywizja Hancocka, z brygadą Zooka na czele. Koń Zooka został zastrzelony – ogłuszony dowódca zdołał jednak poprowadzić swoich ludzi ok. 50 m aż do Stone Wall, co później okazało się najdalszą eskapadą wojsk federalnych. Jego brygada utraciła 527 ludzi; ogółem 12 000 żołnierzy Unii zostało rannych i zabitych tego dnia. Generał Hancock chwalił atak Zooka, za „ducha”. Samuel napisał później „Jeśli teraz, na Boga, nie dostanę gwiazdki, wracam do domu.” Został awansowany na generała brygady w marcu 1863 Mimo wywyższenia, bitwa wywarła na nim wielki wpływ:

Poprzedniej nocy, około 3 rano szedłem przez pole walki, blisko placówek wroga. Ziemia była usiana ciałami bohaterów, którzy przeszli do wieczności. Nigdy nie zdawałem sobie wcześniej z tego sprawy. Nigdy wcześniej nie czułem się tak potwornie. Ujrzenie człowieka postrzelanego przez kule i rozerwanego w szmaty przez artylerię w ogniu walki to, na Boga, wystarczająco paskudny widok, ale spacerowanie wśród wymordowanych bohaterów podczas „wisielczych wart” poraża nawet najdzielniejszych ludzi. Z bożą pomocą, mam nadzieję nigdy nie mieć okazji do powtórzenia mojej wczorajszej eskapady.

Pod Chancellorsville w maju 1863 r. brygada Zooka walczyła w formacji defensywnej wokół Dworu Kanclerskiego, jednakże ustawiona w kierunki wschodnim, gdzie walki były lżejsze, przez co odnotowała jedynie 188 ofiar. Powalony ponownie przez reumatyzm, Zook udał się na urlop medyczny do Waszyngtonu, by dołączyć ponownie do swoich ludzi pod koniec czerwca, w sam czas na kampanię Gettysburską.

#### Gettysburg
2 lipca 1863, drugiego dnia walk pod Gettysburgiem, dywizja gen. bryg. Johna Caldwella, w skład której wchodziła brygada Zooka, została posłana, by wzmocnić kruszącą się linię III Korpusu, atakowanego przez siły gen. br. Jamesa Longstreeta. Zook został wysłany na Pole Pszeniczne (Wheatfield), by wzmocnić pozycje płk. Régisa de Trobriand i wypełnić dziurę przy Stony Hill. Konny dowódca został wypatrzony przez nacierający 3. i 7. Regiment Piechoty z Płd. Karoliny, brygady Josepha Kershawa. Zook został trafiony w ramię, pierś i brzuch, po czym odtransportowano go do chatki mytnika na Baltimore Pike. Zmarł z powodu ran 3 lipca i został pochowany w pobliżu grobu generała Hancocka na Montgomery Cemetery w West Norriton Township, hr. Montgomery w Pensylwanii. Pośmiertnie uzyskał stopień brevet generała dywizji. Na Polu Pszenicznym znajduje się mały pomnik ku czci Zooka.
Jeden z żołnierzy z 57. Regimentu opisał generała jako „dowódcę utrzymującego dobrą dyscyplinę; nienawidził tchórzostwa i symulanctwa; nie miał cierpliwości do ludzi, którzy zaniedbywali służbę; był dosadny, trochę srogi, ale o dobrym sercu... urodzony żołnierz, prędkiego rozumu i całkowicie pozbawiony strachu”.